# Dolina Glinščice
Glinščica (italijansko Rosandra) je ena od tržaških rek. Izvira nad vasjo Klanec (pri Kozini, v Sloveniji) na nadmorski višini 412 m in teče proti morju po kraških tleh, zato je močno erozijsko delovala ter izdolbla globoko kanjonsko dolino med hribom Stena in Kraškim hribom (danes v Italiji). Dolga je samo dvanajst kilometrov, a je prava zakladnica zanimivosti, zaradi česar je bila v večjem delu leta 1996 razglašena za naravni rezervat.
Najprimernejše izhodišče za ogled doline je Sprejemni center doline Glinščice, ki je v Kulturnem večnamenskem centru France Prešeren v Boljuncu (lokacija: 45°36′45″N 13°51′28″E / 45.612630°N 13.857821°E), od koder skozi center Boljunca obiskovalci navzgor ob toku Glinščice odkrivajo dolino.

## Zgodovinski podatki
Dolina Glinščice je bila obljudena že v predzgodovinskih časih. Bogata arheološka najdišča so potrdila, da je bival človek v tej dolini že v neolitiku, pa vse do današnjih časov. Posebno vodoravne jame na desni strani doline, ki jih imenujejo s skupnim imenom Jama z okni, so bile zelo praktične za bivanje. Gre namreč za prostore, do katerih vodi več krajših rovov (oken), kar je omogočalo odlično klimatizacijo. Vendar so strokovnjaki prepričani, da te jame niso bile stalna bivališča, temveč samo nekakšna skladišča in hlevi, kakor tudi občasna prenočišča za potnike in pastirje. Nikjer v bližini ni najmanjše sledi o kakem naselju, medtem ko vse kaže na zelo razvit promet skozi dolino v vseh časih. Upoštevati moramo namreč, da je ta dolina edina naravna pot iz današnje Slovenije do morja preko strmih kraških pobočij.

## Starorimski vodovod
Iz enega izmed izvirov v dolini Glinščice, ki mu prebivalci pravijo Zvirk (nekateri avtorji navajajo tudi ime Klinščica oz. Klinšč'ca), so že v 1. stoletju Rimljani napeljali 14 km dolg vodovod vse do središča Trsta. Baje je v jamah na pobočju Stene in na terasah Počivence bivala stalna vojaška posadka, ki je vodovod stražila. Kakor vse rimske gradnje, je tudi ta vodovod zelo dolgo služil svojemu namenu, menda neprenehoma do 6. ali 7. stoletja, ko je bil namenoma poškodovan. Pozneje, v 18. stoletju, je bil še toliko ohranjen, da je mestna uprava resno mislila na njegovo obnovitev za preskrbo Trsta s pitno vodo. Načrt je bil opuščen, ko so začeli zajemati vodo iz drugih virov, predvsem iz Timave. Danes je še dobro ohranjenih le kakih sto metrov tega starinskega dela.

## Trgovska pot
Ob izlivu Glinščice so bile nekdaj obširne soline, ki so vse do poznega srednjega veka predstavljale veliko bogastvo. Prav zaradi teh solin so se Tržačani stoletja borili z Benečani, kar je povzročilo večkratni propad mesta in nazadnje tudi odločitev, da se Trst preda Avstrijcem raje kot Serenissimi. Od tega trenutka dalje se piše moderna zgodovina mesta. Pomembnost solin lahko razumemo, če pomislimo, da je vodila iz solin preko doline Glinščice trgovska pot naravnost v notranjost dežele. Danes bi rekli, da je imela industrija dobre prometne zveze in s tem zagotovljen določen dohodek za velik del prebivalstva.
Za nadzor te prometne poti je bil zgrajen Muhov grad, po njegovem uničenju (leta 1511) so v 17. stoletju nekoliko nižje pod gričem zgradili dvorec Robida (znan tudi z imenom Fünfenberg), ki je bil sedež socerbskega gospostva in je služil tudi kot mitnica. Ta grad je uničil požar po drugi svetovni vojni.
V dolini Glinščice obstajata še drugi dve utrdbi; to sta Tabor nad Botačem in grad Vikumberg pri Beki (arheološka lokaliteta Lorencon), obe strukturi sta sedaj v ruševinah. Tabor so zgradili prebivalci Drage in okoliških vasi v 15. stoletju, da bi lahko v njem ščitili sebe in njihove pridelke pred Turki. Grad Vikumberg (imenovan tudi Vinchinberch) so zgradili grofje Carsperch v 13. stoletju, sto let kasneje pa so ga Tržačani porušili.
Dolina Glinščice je eden redkih primerov, ko vojska ne uniči tistega, kar je bila poklicana braniti. Stare borbe za nadzor Glinščice so ostale na robu. Toliko časa so goreli prepiri za oblast nad solno magistralo, da so končno izgubili svoj pomen. Ko so bile po ukazu Benečanov soline razdejane, je tudi pot skozi dolino Glinščice utonila v pozabo in Tržačani so si utrli novo pot na Kras iz samega središča mesta navzgor (današnja via Commerciale). Pozneje, ko se ni bilo treba več pokoriti Benečanom, se obnovitev solin ni več splačala. Tako je ostala ta čudovita dolina neokrnjena.

## Mlini
Vzporedno s trgovino soli so se na Glinščici pojavili tudi mlini za obdelavo začimb, ki so prihajale po morju do tržaške luke. Mlini niso mleli samo žit, pač pa predvsem začimbe in droge, ki so nato skupaj s soljo potovale naprej proti osrednji Evropi. Prvi pisani podatek o mlinih na Glinščici je prodajna listina iz leta 1276, iz katere je razvidno, da so takrat tu delovali trije mlini. Če pa pomislimo, da je ta reka edina na vsem ozemlju, ki lahko žene mline, lahko razumemo, da jih je bilo s časom vse več. Leta 1757 jih je bilo kar 16, od katerih eden na tri kolesa. Na velikem trgu, ki je še danes središče vasi Boljunec pred vhodom v dolino Glinščice, je bilo nekakšno zbirališče tovornih voz, ki so prinašali blago iz ladij in so tu čakali, da pridejo na vrsto pri mlinarju. Čeprav so zadnji mlini delovali še v 20. stoletju, ni o njih skoraj več sledi. Kar ni razdejala vojska, je uničil čas. Struge, ki so bile z velikim trudom izklesane v živem kamnu, so zaraščene in zakopane; ogromna kolesa so bila razbita in uporabljena v zakloniščih. Ostale so samo še razvaline Sancinovega mlina v Botaču, mlina Zastava nad Gornjim koncem in skupina treh mlinov v Gornjemu koncu samem. Od teh sta znani le dve imeni, Klunov in Kovačev, kjer je bila nekoč tudi žaga.

## Božja pot
Proti koncu doline Glinščice, ob vznožju Kraškega hriba, stoji cerkvica posvečena Mariji na pečeh (lokacija: 45°37′01″N 13°52′35″E / 45.617024°N 13.876269°E); cerkev je najstarejše svetišče v Dolinski občini. Legenda pravi, da jo je dal sezidati Karel Veliki, ker je hotel biti tu pokopan. Prvi zgodovinski podatki segajo v leto 1267, ko je bil v Trstu ustanovljen red bratov Najsvetejšega Zakramenta, ki so znani kot Battuti (= Pretepeni). Ustanovna listina predvideva med drugim tudi pokoro za preklinjanje: grešnik je moral bos romati k tej cerkvici, ki stoji 12 km od samostana. Ohranjena je tudi listina iz leta 1497, s katero neki Vale iz Boljunca zapušča vinograd menihom na pečeh. Cerkvica je bila že takrat božja pot. Leta 1647 so jo obnovili in razširili, a od tega ostaja samo letnica nad glavno kamnito preklado, saj je bila v naslednjih dveh stoletjih malone pozabljena. Zaradi oddaljenosti od vsakega zaselka je bila tudi izpostavljena vandalom. Šele v zadnjih desetletjih so cerkvico obnovile zasebne organizacije, ki so tudi obudile stare običaje romanja in procesij skozi dolino.

## Železnica
Leta 1841 so Avstrijci zasnovali Južno železnico, železniško povezavo z Benetkami, Trstom in Istro preko Ljubljane. Prvi del je že leta 1857 dosegel Benetke, medtem ko je bil drugi del, iz Divače do Pulja, dokončan šele leta 1876. Za uresničenje mreže je manjkala samo hitra povezava med Istro in Trstom, to je odcep pri Hrpeljah in kratka proga skozi dolino Glinščice do mesta. Na ta način se je pot do Pulja skrajšala kar za 38 km, kar je bilo zelo veliko, saj so predvidevali izreden železniški promet. Takrat so namreč računali, da bo po progi vozilo dnevno v vsako smer do 25 tovornih vlakov s po 25 vagoni. Gradnja te proge, samo 19,6 km dolge, pa ni bila tako enostavna, predvsem zaradi kraških tal, po katerih je potekala. Prav v predoru nad Botačem se je med deli odprlo brezno in vanj so strmoglavili trije delavci, čigar trupel niso nikoli dosegli. Odsek je začel delovati leta 1887, a zaradi zgodovinskih dogodkov tega obdobja ni nikoli dosegel tistega pomena, ki so mu ga bili pripisovali pri načrtovanju. Namesto tovornega prometa se je na tej progi odvijal zelo živahen potniški promet med vzhodnim Krasom, Istro in Trstom. Predvsem so se vlaka posluževale kraške in istrske kmetice, ki so oskrbovale Trst z mlekom, perutnino, suhim mesom, zelenjavo in sadjem, pa tudi s kako steklenico »rakije« in »slivovca«. Po drugi svetovni vojni so nekaj časa vlaki vozili iz mesta do Drage (pod Kozino), ki je bila zadnja postaja pred mejo. Ob koncu leta 1958 je bila proga ukinjena in leta 1966 so bile tračnice odstranjene.
Po trasi nekdanje železnice je sedaj urejena več kilometrov dolga delno makadamska delno asfaltirana kolesarsko-sprehajalna pot (začetek pri Kozini: 45°36′01″N 13°55′39″E / 45.600317°N 13.927445°E, zaključek v Trstu)

## Plezalna šola
Dolina Glinščice je postala znana širšim krogom v začetku 20. stoletja, ko so jo odkrili plezalci. Strma pobočja njene soteske nudijo nepričakovane užitke tudi izkušenim alpinistom, saj je ponekod dosegljiva tudi šesta stopnja naklona, in do sten je le pol ure hoda iz vasi. Prav zaradi tega je v soteski vse od leta 1929 plezalna šola. Ustanovil jo je Tržačan Emilio Comici, prvi italijanski plezalec šeste stopnje, ki je odprl preko dvesto novih smeri v Dolomitih. Šola še danes deluje in je dobro znana daleč po svetu. V Gornjem koncu (italijansko Bagnoli Superiore) je tudi edinstvena gorska koča na nadmorski višini 60 m (lokacija: 45°37′10″N 13°51′57″E / 45.61938°N 13.865883°E). Koča je imenovana po alpinistu Mariu Premudi.

## Naravne posebnosti
Najznačilnejša posebnost doline je nenadni in opazni prehod med celinsko-predalpskim in sredozemskim podnebjem. Zgornji del doline, nad slapom, ima pravo celinsko podnebje, medtem ko je spodnji del izrazito mediteranski. Ker so razni predeli različno izpostavljeni bodisi soncu kot burji, je pri istih višinah tudi preko 10 toplotnih stopinj razlike, kar seveda odločilno vpliva na lokalno rastlinstvo.
Tudi geološko se zgornji tok Glinščice bistveno razlikuje od spodnjega. Reka najprej teče po rahlo valovitem flišu med bujnim rastlinstvom, nato se preko 38 m visokega slapa Supet prelije na izrazito kraška tla, med skalovje in soteske, kjer je rastlinstvo redko in skromno.
Zaradi teh posebnosti nudi dolina izredno priložnost za preučevanje različnih geoloških pojavov, kakor tudi rastlinstva in živalstva.
Po stoletjih uporabe kot naravni prehod proti Trstu danes dolina Glinščice ni več prehod od enega kraja do drugega, ne za vodovod, ne za trgovino, ne za železnico, temveč je postala zatočišče za ljubitelje narave. Le nekaj kilometrov od mestnega hrupa je tu na razpolago še neokrnjena narava, ki jo je moč odkriti korak za korakom na sprehodu po dnu doline ali po opuščeni železniški progi visoko na pobočju.
Dolina je bila zato, in zaradi svoje biotske raznovrstnosti, leta 1996 razglašena za naravni rezervat. Izvedena je tudi preureditev stare proge v kolesarsko stezo, ki se začne v samem mestu Trst in se nadaljuje še preko meje v Slovenijo (zaključi se v bližini avtoceste Ljubljana - Koper pri Kozini). Nekatere krajše steze so namenjene pohodništvu in telovadbi na prostem.